# Scybalista argentipunctalis
Scybalista argentipunctalis là một loài bướm đêm trong họ Crambidae.